# ولفنبوتل
شهر ولفنبوتل (به آلمانی: Wolfenbüttel) در ایالت نیدرزاکسن در کشور آلمان واقع شده‌است.